# Daúde

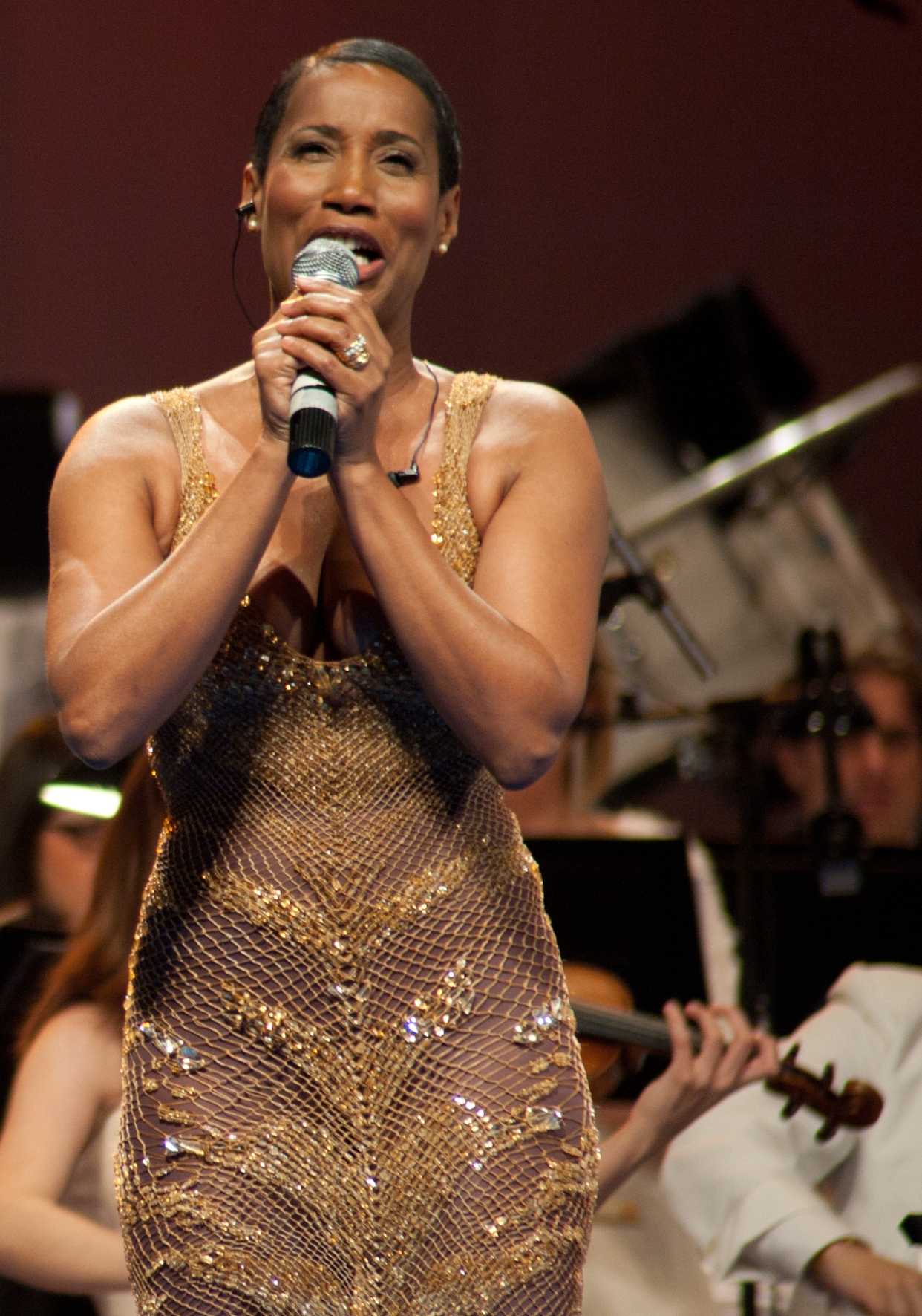
Daúde in 2010

Daúde (anhörenⓘ; * 23. September 1961 als Maria Waldelurdes Costa de Santana Dutilleux in Salvador da Bahia, Bahia) ist eine brasilianische Sängerin, Schauspielerin und früheres Fotomodell. In ihren Liedern vereint sie sowohl traditionellen Samba als auch Funk und Rap.

## Leben
Daúde wuchs in Salvador da Bahia auf und zog im Alter von elf Jahren mit ihren Eltern und den drei jüngeren Geschwistern nach Rio de Janeiro. Mit achtzehn Jahren begann sie, Gesang an der Escola de Música Villa-Lobos und Schauspiel an der Escola Martins Pena zu studieren. Später machte sie noch einen Abschluss über afrikanische Geschichte im Bereich portugiesische Sprache und Literatur an der Universität Santa Úrsula in Rio de Janeiro.
Daúde erhielt in Brasilien mehrere Preise und Auszeichnungen als Sängerin, so etwa vom Jornal do Brasil, und machte Tourneen durch die USA, Japan und Europa. Sie ist mittlerweile eine etablierte Sängerin mit einer starken Bühnenpräsenz in der aktuellen brasilianischen Musikszene.

## Diskografie
- 1995 Daúde (CD)
- 1996 Véu Vavá (EP)
- 1997 Daúde #2 (CD)
- 1997 Pata Pata (EP)
- 1998 Vamos Fugir (EP)
- 1999 Simbora (CD)
- 1999 Vênus (EP)
- 2003 Neguinha Te Amo (CD)
- 2015 Código Daúde (CD)